# Krusty's Fun House
Krusty's Fun House (ook uitgebracht als Krusty's Super Fun House) is een computerspel gebaseerd op de animatieserie The Simpsons. Het spel is qua speelwijze gelijk aan Lemmings.
Het spel werd uitgebracht in 1992–1993 voor de Amiga, NES, IBM PC, Sega Master System, Game Boy, Super NES, en Mega Drive. Het spel werd ontworpen door Fox Williams en Audiogenic, en gepubliceerd door Acclaim Entertainment.

## Speelwijze
De speler bestuurt Krusty die zijn Krusty Brand Fun House moet vrijhouden van ongedierte. In elk level moet hij een aantal ratten uitroeien. De levels zijn puzzels waarin Krusty met verschillende voorwerpen en obstakels de ratten naar de verdelger moet leiden. Hij wordt gehinderd door slangen en andere wezens, die hij kan verslaan met taarten.
In elk level wordt de verdelgingsmachine bestuurd door een ander personage:
- Level 1 - Bart Simpson
- Level 2 - Homer Simpson
- Level 3 - Sideshow Mel
- Level 4 - Corporal Punishment
- Level 5 – weer Bart

Het spel heeft een wachtwoordsysteem, waarin de wachtwoorden namen zijn van personages uit de animatieserie. Enige uitzondering is het beste wachtwoord: "_Joshua", een referentie naar de film WarGames.

## Platforms
| Jaar | Platform                                             |
| ---- | ---------------------------------------------------- |
| 1992 | DOS, Game Gear, NES, Master System, SNES, Mega Drive |
| 1993 | Amiga, Game Boy                                      |

## Ontvangst
| Beoordeeld door                | Platform        | Datum           | Score |
| ------------------------------ | --------------- | --------------- | ----- |
| N-Force                        | SNES            | november 1992   | 88%   |
| Joypad                         | Game Boy        | oktober 1993    | 84%   |
| Power Unlimited                | Game Gear       | september 1993  | 90%   |
| N-Force                        | SNES            | augustus 1992   | 82%   |
| Génération 4                   | Amiga           | december 1993   | 81%   |
| ASM (Aktueller Software Markt) | Sega Mega Drive | augustus 1992   | 75%   |
| N-Force                        | NES             | november 1992   | 75%   |
| Amiga Joker                    | Amiga           | februari 1993   | 70%   |
| Amiga Games                    | Amiga           | februari 1994   | 63%   |
| Jeuxvideo.com                  | Sega Mega Drive | 2 december 2011 | 50%   |
| PC Player (Duitsland)          | DOS             | januari 1994    | 43%   |

Homer Simpson · Marge Simpson · Bart Simpson · Lisa Simpson · Maggie Simpson · Abraham Simpson · Patty en Selma Bouvier · Jacqueline Bouvier · Mona Simpson · Santa's Little Helper · Snowball II · Familie Bouvier
Jasper Beardley · Comic Book Guy · Eddie en Lou · Maude Flanders · Ned Flanders · Professor Frink · Barney Gumble · Julius Hibbert · Lionel Hutz · Eerwaarde Lovejoy · Kapitein Horatio McCallister · Hans Moleman · Bleeding Gums Murphy · Apu Nahasapeemapetilon · Mayor Joe Quimby · Dr. Nick Riviera · Agnes Skinner · Cletus Spuckler · Squeaky Voiced Teen · Disco Stu · Moe Szyslak · Kirk Van Houten · Luann Van Houten · Chief Clancy Wiggum
Gary Chalmers · Rod en Todd Flanders · Jimbo Jones · Kearney · Edna Krabappel · Otto Mann · Nelson Muntz · Martin Prince · Seymour Skinner · Milhouse Van Houten · Ralph Wiggum · Groundskeeper Willie · andere studenten
Montgomery Burns · Carl Carlson · Lenny Leonard · Waylon Smithers
Itchy en Scratchy · Kent Brockman · Krusty de Clown · Troy McClure · Rainier Wolfcastle · Radioactive Man
Snake · Kang & Kodos · Sideshow Bob · Fat Tony
Treehouse of Horror
Bart vs. the World · Bart Simpson's Escape from Camp Deadly · The Simpsons Arcadespel · Bart vs. the Space Mutants · Bart's House of Weirdness ·Bart vs. The Juggernauts · Krusty's Fun House · Bartman Meets Radioactive Man · Bart's Nightmare · The Itchy and Scratchy Game · Virtual Bart · Bart and the Beanstalk · Itchy & Scratchy in Miniature Golf Madness · Cartoon Studio · Virtual Springfield · Night of the Living Treehouse of Horror · Bowling · Wrestling · Road Rage · Skateboarding · Hit & Run · The Simpsons Game · The Simpsons: Tapped Out
The Simpsons · The Simpsons Pinball Party
Strips: Simpsons Comics · Bart Simpson serie · Itchy & Scratchy Comics · Bart Simpson's Treehouse of Horror · Futurama/Simpsons Infinitely Secret Crossover Crisis
Tijdschrift: Simpsons Illustrated
Boeken: Bart Simpson's Guide to Life · Family Album · Library of Wisdom · Complete Guides · Planet Simpson · The Simpsons and Philosophy
Actiefiguurtjes: World of Springfield
The Simpsons Movie
Bankgrap ·
Canyonero · 
D'oh! · 
Duff Beer · 
Schoolbordgrap · 